# Чорний Ключ (Алнаський район)
Чорний Ключ (рос. Чёрный Ключ) — присілок у складі Алнаського району Удмуртії, Росія.

## Населення
Населення — 145 осіб (2010; 274 в 2002).
Національний склад станом на 2002 рік:
- удмурти — 99 %

## Урбаноніми[3]
- вулиці — Ключова, Південна, Садова, Східна